# Bezdimni barut
Bezdimni barut je tip pogonskog goriva koji se koristi u vatrenom oružju i artiljeriji koja proizvodi manje dima i manje zagađivanja kada se ispali u poređenju sa barutom („crni barut“). Proizvodi sagorevanja su uglavnom gasoviti, u poređenju sa oko 55% čvrstih proizvoda (uglavnom kalijum karbonat, kalijum sulfat i kalijum sulfid) za crni barut.  Pored toga, bezdimni barut ne ostavlja gustu, jaku prljavštinu od higroskopnog materijala povezanog sa crnim barutom koji izaziva rđanje cevi. 
Uprkos svom nazivu, bezdimni barut nije potpuno bez dima;  ‍:44 iako može biti malo primetnog dima od municije za malokalibarsko oružje, dim od artiljerijske vatre može biti značajan.
Ovaj materijal je izumeo Pol Viel 1884. godine, najčešće formulacije su zasnovane na nitrocelulozi, ali se taj termin takođe koristio za opisivanje različitih mešavina pikrata sa nitratnim, hloratnim ili dihromatnim oksidantima tokom kasnog 19. veka, pre nego što su prednosti nitroceluloze postale očigledne. ‍:146–149
Bezdimni barut se obično klasifikuje kao eksploziv u tački 1.3 prema Preporukama o transportu opasnih materija UN-a – Model propisa, kao što je regulisano i regionalnim propisima (kao što je ADR), a takođe i nacionalnim propisima. Međutim, oni se koriste kao čvrsta goriva; u normalnoj upotrebi podležu deflagraciji (to je podzvučno brzo sagorevanje), a ne detonaciji.
Bezdimni barut je omogućio vatrenom oružju da može automatski da se puni, zbog svoje brzine ispoljenja, koje mu omogućava pogonsko gorivo i zbog toga je napravljeno mnogo pokretnih delova na oružjima (koji bi se inače zaglavili pri upotrebi crnog baruta). Bezdimni barut je omogućio razvoj modernog polu- i potpuno automatskog vatrenog oružja i lakših držača i cevi za artiljeriju.

## Istorija
Pre širokog uvođenja bezdimnog baruta, upotreba baruta ili crnog baruta izazivala je mnoge probleme na bojnom polju. Vojni komandanti od Napoleonovih ratova su prijavili teškoće u izdavanju naređenja na bojnom polju gde su neprijateljske snage bile zaklonjene dimom vatre. Vizuelni signali nisu se mogli videti kroz gust dim od baruta koji su koristili topovi. Ukoliko nije bilo jakog vetra, posle nekoliko hitaca, vojnicima koji su koristili barutnu municiju pogled bi zaklonio ogroman oblak dima. Snajperisti ili drugi prikriveni strelci odavani su oblakom dima iznad vatrenog položaja. Barut proizvodi niži pritisak i oko jedne trećine je moćniji od bezdimnog baruta. Barut je takođe higroskopan (tj. privlači vlagu iz vazduha), zbog čega je čišćenje obavezno nakon svake upotrebe. Slično tome, sklonost baruta da stvara ozbiljna zaprljanja uzrokuje zaglavljivanje zatvarača i često otežava ponovno punjenje.

### Nitroglicerin i pamuk u prahu
Nitroglicerin je sintetisao italijanski hemičar Askanio Sobrero 1847.  ‍:195  Kasnije ga je razvio i proizveo Alfred Nobel kao industrijski eksploziv, ali čak i tada nije bio pogodan kao pogonsko gorivo: uprkos svojim energetskim i bezdimnim kvalitetima, detonira umesto da glatko deflagira (brzo sagoreva), što ga čini sklonijim da razbije pištolj, umesto da izbaci projektil iz njega. Nitroglicerin je takođe veoma osetljiv na udarce, što ga čini neprikladnim za nošenje u uslovima na bojnom polju.
Veliki korak napred bio je pronalazak pamuka, materijala na bazi nitroceluloze, od strane nemačkog hemičara Kristijana Fridriha Šenbajna 1846. On je promovisao njegovu upotrebu kao eksploziva  ‍:28  i prodao prava na proizvodnju Austrijskom carstvu. Guncotton je bio moćniji od baruta, ali je u isto vreme ponovo bio nešto nestabilniji. Džon Tejlor je dobio engleski patent za pamuk; a John Hall & Sons je započeo proizvodnju u Faveršamu.
Englesko interesovanje je oslabilo nakon što je eksplozija uništila fabriku Faveršam 1847. Austrijski baron Vilhelm Lenk fon Volfsberg je izgradio dve fabrike pamuka za proizvodnju artiljerijskog pogona, ali je i to bilo opasno u terenskim uslovima, a topovi koji su mogli da ispaljuju hiljade metaka sa punjenjem crnog baruta i stigli bi do kraja njihovog radnog veka nakon samo nekoliko stotina hitaca sa snažnijom pamukom. Malokalibarsko oružje nije moglo da izdrži pritiske koje je stvarao pamuk.
Nakon što je jedna od austrijskih fabrika eksplodirala 1862. godine, Thomas Prentice & Compani je 1863. godine počela proizvodnju pamuka u Stoumarketu; i hemičar Britanskog ratnog ureda Sir Frederick Abel započeli su temeljno istraživanje u Valtham Abbei Roial Gunpovder Mills- u koji je doveo do proizvodnog procesa koji je eliminisao nečistoće u nitrocelulozi, što ga čini sigurnijim za proizvodnju i stabilnim proizvodom sigurnijim za rukovanje. Abel je patentirao ovaj proces 1865. godine kada je eksplodirala druga austrijska fabrika pamuka. Nakon što je fabrika Stoumarket eksplodirala 1871. godine, Voltamska opatija je započela proizvodnju pamuka za torpeda i bojeve glave za mine.  ‍:141–144

### Poboljšanja kao pogonsko gorivo
Godine 1863, kapetan pruske artiljerije Johann FE Schultze patentirao je pogonsko gorivo za malokalibarsko oružje od nitriranog tvrdog drveta impregniranog šalitrom ili barijum nitratom. Prentice je 1866. godine dobio patent za sportski prah od nitriranog papira proizveden u Stovmarketu, ali je balistička uniformnost patila jer je papir apsorbovao atmosfersku vlagu. Godine 1871, Frederik Volkman je dobio austrijski patent za koloidnu verziju Šulceovog praha pod nazivom Collodin, koji je proizveo u blizini Beča za upotrebu u sportskom vatrenom oružju. Austrijski patenti tada nisu objavljeni, a Austrijsko carstvo je smatralo da je operacija kršenje državnog monopola na proizvodnju eksploziva i zatvorila je fabriku Volkman 1875.  ‍:141–144
Godine 1882, Ekplosives Compani u Stovmarketu patentirala je poboljšanu formulaciju nitratog pamuka želatinizovanog etarskim alkoholom sa nitratima kalijuma i barijuma. Ova goriva su bila pogodna za sačmarice, ali ne i za puške,  ‍:138–139  jer narezivanje rezultuje otporom na glatko širenje gasa, što je smanjeno kod glatkih pušaka.
Godine 1884, Paul Vieille je izumeo bezdimni barut pod nazivom Poudre B (skraćeno od poudre blanche, beli barut, za razliku od crnog baruta)  ‍:289–292  napravljen od 68,2% nerastvorljive nitroceluloze, 29,8% rastvorljive želatinske nitroceluloze i 2% parafina. Ovo je usvojeno za pušku Lebel od 8×50mmR Lebel.  ‍:139 Propušteno je kroz valjke da bi se formirali papirni tanki listovi, koji su se sekli na ljuspice željene veličine.  ‍:289–292  Dobijeni pogonski gas, poznat kao piroceluloza, sadrži nešto manje azota od pamuka i manje je isparljiva. Posebno dobra karakteristika pogonskog goriva je da neće detonirati ako nije komprimovano, što ga čini veoma bezbednim za rukovanje u normalnim uslovima. Vieilleov barut je napravio revoluciju u efikasnosti malih pušaka jer nije ispuštao gotovo nikakav dim i bio je tri puta snažniji od crnog baruta. Veća nužna brzina značila je ravniju putanju i manje zanošenja vetra i pada metaka, što je činilo pogotke od 1.000 m (1.094 yd) izvodljivim. Pošto je bilo potrebno manje praha za pokretanje metka, patrona bi mogla biti manja i lakša. Ovo je omogućilo trupama da nose više municije za istu težinu. Takođe, izgoreo bi čak i kada je mokar. Municija crnog baruta morala je da se drži suvom i skoro uvek je čuvana i transportovana u vodonepropusnim patronama. Druge evropske zemlje su brzo sledile i počele da koriste sopstvene verzije Poudre B, prve su Nemačka i Austrija, koje su uvele novo oružje 1888. Nakon toga, Poudre B je modifikovan nekoliko puta uz dodavanje i uklanjanje različitih jedinjenja. Krupp je počeo da dodaje difenilamin kao stabilizator 1888.  ‍:141–144
U međuvremenu, 1887. godine, Alfred Nobel je dobio engleski patent za bezdimni barut koji je nazvao Balistit. U ovom pogonskom sredstvu, vlaknasta struktura pamuka (nitro-celuloza) je uništena rastvorom nitroglicerina umesto rastvarača.  ‍:140 U Engleskoj 1889. sličan prah patentirao je Hajram Maksim, a u Sjedinjenim Državama 1890. Hadson Maksim.  Balistit je patentiran u Sjedinjenim Državama 1891. Nemci su usvojili balistit za pomorsku upotrebu 1898. godine, nazvavši ga VPC/98. Italijani su ga usvojili kao filit, u obliku vrpce umesto u obliku pahuljica, ali shvativši njegove nedostatke prešao je na formulaciju sa nitroglicerinom koju su nazvali solenit. Godine 1891. Rusi su zadužili hemičara Mendeljejeva da pronađe odgovarajuće gorivo. On je stvorio nitrocelulozu želatinizovanu etar-alkoholom, koja je proizvela više azota i uniformniju koloidnu strukturu od francuske upotrebe nitro-pamuka  u Poudre B. Nazvao ju je pirokolodion.  ‍:140
Britanija je sprovela probe svih različitih tipova pogonskog goriva na koje im je skrenuta pažnja, ali je bila nezadovoljna sa svima i tražila je nešto bolje od svih postojećih tipova. Godine 1889, Sir Frederik Abel, James Devar i Dr V Kelner patentirali su (br. 5614 i 11,664 na imena Abel i Devar) novu formulaciju koja je proizvedena u Kraljevskoj fabrici baruta u opatiji Valtham. Ušao je u britansku službu 1891. kao Kordit Mark 1. Njegov glavni sastav je bio 58% nitroglicerina, 37% pamuka .i 3% mineralnog želea. Modifikovana verzija, Kordit MD, ušla je u upotrebu 1901. godine, sa procentom pamuka povećan na 65%, a nitroglicerin smanjen na 30%. Ova promena je smanjila temperaturu sagorevanja, a samim tim i eroziju i habanje cevi. Prednosti Kordita u odnosu na barut bile su smanjeni maksimalni pritisak u komori, ali duži visoki pritisak. Kordit se može napraviti u bilo kom željenom obliku ili veličini.  ‍:141 Stvaranje kordita dovelo je do duge sudske bitke između Nobela, Maksima i drugog pronalazača zbog navodnog kršenja britanskog patenta.
Anglo-American Ekplosives Compani počela je proizvodnju baruta za sačmarice u Oaklandu, Nju DŽersi 1890. DuPont je počeo da proizvodi pušku u Carneis Point Tovnship, Nju Džersiju 1891.  ‍:146–149  Charles E. Munroe iz Naval Torpedo Station u Njuport, Roud Ajlend, patentirao je formulaciju pamuka koloidne sa nitrobenzenom, nazvanu Indurit, 1891.  ‍:296–297 Nekoliko američkih firmi počelo je da proizvodi bezdimni barut kada je Vinchester Repeating Arms Compani počela da puni sportske patrone prahom (barutom) Ekplosives Compani 1893. godine. California Povder Vorks je počela da proizvodi mešavinu nitroglicerina i nitroceluloze sa amonijum pikratom kao Peiton Povder, Leonard Smokeless Povder Compani je počela da proizvodi nitroglicerin-nitrocelulozni rubin prah, Laflin & Rand je pregovarao o licenci za proizvodnju balistita, a DuPont je počeo da proizvodi barut bez dima. Vojska Sjedinjenih Država procenila je 25 vrsta bezdimnog baruta i odabrala Rubi i Peiton Povders kao najpogodnije za upotrebu u službenoj pušci Krag-Jørgensen. Rubije bio poželjniji, jer je bilo potrebno kalajisanje da zaštiti mesingane čahure od pikrinske kiseline u Pejton prahu. Umesto da plaćaju potrebne autorske naknade za Ballistite, Laflin & Rand je finansirao Leonardovu reorganizaciju u Američku kompaniju za bezdimni barut. Poručnik vojske Sjedinjenih Država Visler pomogao je nadzorniku fabrike američke kompanije za bezdimni barut Aspinvol u formulisanju poboljšanog baruta po imenu VA za njihove napore. VA bezdimni barut je bio standard za vojne puške Sjedinjenih Država od 1897. do 1908.  ‍:146–149
Godine 1897, poručnik mornarice Sjedinjenih Država Džon Bernadou patentirao je nitrocelulozni prah (barut) koloidiran sa etarskim alkoholom.  ‍:296–297 Mornarica je licencirala ili prodala patente za ovu formulaciju DuPont-u i California Povder Vorks-u dok je zadržala prava na proizvodnju za fabriku Naval Povder Factori, Indian Head, Merilend, izgrađenu 1900. godine. Vojska Sjedinjenih Država usvojila je za mornaricu jednu osnovnu formulaciju 1908. godine i započeli su proizvodnju u Picatinni Arsenalu.  ‍:146–149  Do tog vremena Laflin & Rand je preuzeo American Povder Compani da zaštiti svoju investiciju, a Laflin & Rand je kupio DuPont 1902.  Nakon što je 1903. godine obezbedio 99-godišnji zakup kompanije Ekplosives, DuPont je uživao u korišćenju svih značajnih patenata bezdimnog baruta u Sjedinjenim Državama i uspeo je da optimizuje proizvodnju bezdimnog baruta.  ‍:146–149 Kada je vladina antimonopolska akcija primorala da otuđe 1912. godine, DuPont je zadržao formulacije nitroceluloznog bezdimnog baruta koje je koristila vojska Sjedinjenih Država i pustio formulacije dvostruke baze koje se koriste u sportskoj municiji reorganizovanoj kompaniji Hercules Povder Compani. Ova novija i moćnija goriva bila su stabilnija i stoga bezbednija za rukovanje od Poudre B.

## Karakteristike
Na svojstva pogonskog goriva u velikoj meri utiču veličina i oblik njegovih delova. Specifična površina pogonskog goriva utiče na brzinu sagorevanja, a veličina i oblik čestica određuju specifičnu površinu. Manipulisanjem oblika moguće je uticati na brzinu sagorevanja, a samim tim i na brzinu kojom se povećava pritisak tokom sagorevanja. Bezdimni prah (barut) gori samo na površini komada. Veći komadi gore sporije, a brzina sagorevanja je dalje kontrolisana premazima za odvraćanje od plamena koji blago usporavaju sagorevanje. Namera je da se reguliše brzina sagorevanja tako da se na pogonski projektil vrši manje-više konstantan pritisak sve dok je u cevi kako bi se postigla najveća brzina.  ‍:41–43 Brzogoreći pištoljski prah se pravi ekstrudiranjem oblika sa većom površinom kao što su ljuspice ili izravnavanjem sferičnih granula. Sušenje se obično vrši pod vakuumom. Rastvarači se kondenzuju i recikliraju. Granule su takođe obložene grafitom kako bi se sprečilo da iskre statičkog elektriciteta izazovu neželjena paljenja.  ‍:306
Bezdimni prah (barut) ne ostavlja gustu, tešku prljavštinu higroskopnog materijala povezanog sa crnim barutom koji izaziva rđanje cevi (iako neka jedinjenja prajmera mogu da ostave higroskopne soli koje imaju sličan efekat; nekorozivna jedinjenja prajmera su uvedena 1920-ih).  ‍:21
Brže sagorevanje potiskuje stvara više temperature i veće pritiske, ali takođe povećava habanje cevi pištolja.
Nitroceluloza se vremenom pogoršava, stvarajući kisele nusproizvode. Ti nusproizvodi katalizuju dalje propadanje, povećavajući njegovu stopu. Oslobođena toplota, u slučaju masovnog skladištenja baruta, ili prevelikih blokova čvrstog goriva, može izazvati samozapaljenje materijala. Jednobazni nitrocelulozni pogoni su higroskopni i najpodložniji degradaciji; Pogoni sa dvostrukom i trostrukom bazom imaju tendenciju da sporije propadaju.  ‍:313  Za neutralizaciju produkata raspadanja, koji bi inače mogli da izazovu koroziju metala patrona i cevi pištolja, u neke formulacije se dodaje kalcijum karbonat. 
Da bi se sprečilo nakupljanje produkata kvarenja, dodaju se stabilizatori. Difenilamin je jedan od najčešće korišćenih stabilizatora. Nitrovani analozi difenilamina koji nastaju u procesu stabilizacije raspadajućeg praha se ponekad koriste kao stabilizatori.  ‍:28  ‍:310  Stabilizatori se dodaju u količini od 0,5–2% od ukupne količine formulacije; veće količine imaju tendenciju da degradiraju njegova balistička svojstva. Količina stabilizatora se vremenom troši. Pogonska sredstva u skladištu treba periodično testirati na preostalu količinu stabilizatora,  ‍:46  jer njegovo iscrpljivanje može dovesti do samozapaljenja pogonskog goriva.  ‍:308

## Kompozicija
Pogonska sredstva koja koriste nitrocelulozu (brzina detonacije 7.300 m/s (23.950 ft/s), RE faktor 1.10) (obično etar-alkohol koloid nitroceluloze) kao jedini sastojak eksplozivnog pogonskog goriva su opisani kao prah (barut) sa jednom bazom.  ‍:297
Mešavine pogonskih goriva koje sadrže nitrocelulozu i nitroglicerin (brzina detonacije 7.700 m/s (25.260 ft/s), RE faktor 1.54) kao sastojke eksplozivnog pogonskog goriva poznate su kao barut sa dvostrukom bazom. Alternativno, dietilen glikol dinitrat (brzina detonacije 6.610 m/s (21.690 ft/s), RE faktor 1,17) se može koristiti kao zamena za nitroglicerin kada su smanjene temperature plamena bez žrtvovanja pritiska u komori važne.  ‍:298  Smanjenje temperature plamena značajno smanjuje eroziju cevi, a time i habanje.  ‍:30
Tokom 1930-ih, razvio se trobazni pogonski gas koji sadrži nitrocelulozu, nitroglicerin ili dietilen glikol dinitrat i značajnu količinu nitrogvanidina (brzina detonacije 8.200 m/s (26.900 ft/s), faktor eksplozivnih sastojaka 0,95). Ove mešavine "hladnog goriva" imaju smanjenu temperaturu bljeska i plamena bez žrtvovanja pritiska u komori u poređenju sa jedno - i dvobaznim pogonskim gorivom, iako po cenu većeg dima. U praksi, pogonsko gorivo sa trostrukom bazom rezervisano je uglavnom za municiju velikog kalibra kakva se koristi u (pomorskoj) artiljeriji i tenkovskim topovima, koji najviše pate od erozije bušotine. Tokom Drugog svetskog rata, koristila ga je britanska artiljerija. Posle tog rata postao je standardno gorivo u svim dizajnima britanske municije velikog kalibra osim malokalibarskog oružja. Većina zapadnih nacija, osim Sjedinjenih Država, sledila je sličan put.
Krajem 20. veka počele su da se pojavljuju nove formulacije goriva. Oni su zasnovani na nitrogvanidinu i visokom eksplozivu tipa RDX (brzina detonacije 8.750 m/s (28.710 ft/s), faktor  1,60).
Brzine detonacije imaju ograničenu vrednost u proceni reakcionih stopa nitroceluloznih pogonskih goriva formulisanih da bi se izbegla detonacija. Iako se sporija reakcija često opisuje kao sagorevanje zbog sličnih gasovitih krajnjih proizvoda na povišenim temperaturama, razlaganje se razlikuje od sagorevanja u atmosferi kiseonika. Konverzija nitroceluloznog pogonskog goriva u gas pod visokim pritiskom odvija se od izložene površine ka unutrašnjosti svake čvrste čestice u skladu sa Piobertovim zakonom. Studije čvrstih jedno - i dvobaznih pogonskih reakcija sugerišu da se brzina reakcije kontroliše prenosom toplote kroz temperaturni gradijent kroz niz zona ili faza dok reakcija teče sa površine u čvrstu materiju. Najdublji deo čvrste materije koji doživljava prenos toplote se topi i počinje fazni prelaz iz čvrstog u gasovit u zoni pene. Gasoviti pogonski gas se razlaže na jednostavnije molekule u okolnoj zoni gasa. Energija se oslobađa u svetlećoj spoljašnjoj zoni plamena gde jednostavniji molekuli gasa reaguju da formiraju konvencionalne proizvode sagorevanja kao što su para i ugljen monoksid.  Zona pene deluje kao izolator usporavajući brzinu prenosa toplote iz zone plamenau neizreagovanu čvrstu supstancu. Brzine reakcije variraju u zavisnosti od pritiska; jer pena omogućava manje efikasan prenos toplote pri niskom pritisku, sa većim prenosom toplote kako viši pritisci sabijaju zapreminu gasa te pene. Pogonska sredstva projektovana za minimalni pritisak prenosa toplote možda neće uspeti da izdrže zonu plamena pri nižim pritiscima. 
Energetske komponente koje se koriste u bezdimnim pogonskim gasovima uključuju nitrocelulozu (najčešća), nitroglicerin, nitrogvanidin, DINA (bis-nitroksietilnitramin; dietanolamin dinitrat, DEADN; DHE), fivonit (2,2,5,5-tetrametilol-ciklopentan, citranitranitramin) , DGN (dietilen glikol dinitrat) i acetil celuloza. 
Sredstva za odvraćanje (ili moderanti) se koriste za usporavanje brzine sagorevanja. Sredstva za odvraćanje uključuju centralite (simetrična difenil urea—prvenstveno dietil ili dimetil), dibutil ftalat, dinitrotoluen (toksični i kancerogeni), akardite (asimetrična difenil urea), orto-tolil uretan, ‍:174  i poliestar adipat.  Kamfor se ranije koristio, ali je sada zastareo. 
Stabilizatori sprečavaju ili usporavaju samorazlaganje. To uključuje difenilamin, vazelin, kalcijum karbonat, magnezijum oksid, natrijum bikarbonat i beta-naftol metil etar  Zastareli stabilizatori uključuju amil alkohol i anilin. 
Aditivi za uklanjanje bakra sprečavaju nakupljanje ostataka bakra od narezivanja cevi pištolja. To uključuje metal i jedinjenja kalaja (npr. kalaj dioksid),  i metal i jedinjenja bizmuta (npr. bizmut trioksid, bizmut subkarbonat, bizmut nitrat, bizmut antimonid); jedinjenja bizmuta su favorizovana jer se bakar rastvara u rastopljenom bizmutu, formirajući lomljivu i lako uklonjivu leguru. Olovna folija i olovna jedinjenja su ukinuta zbog toksičnosti. 
Dodati su materijali za smanjenje habanja, uključujući vosak, talk i titanijum dioksid da bi se smanjilo habanje cevi. 
Ostali aditivi uključuju etil acetat (rastvarač za proizvodnju sfernog praha), kolofonijum (tenzid za održavanje oblika zrna sfernog praha) i grafit (mazivo za pokrivanje zrna i sprečavanje njihovog lepljenja i za raspršivanje statičkog elektriciteta). 

### Smanjenje blica
Reduktori blica prigušuju blic, svetlost koju emituju vrući pogonski gasovi u blizini eksplozije i hemijske reakcije koje slede dok se gasovi mešaju sa okolnim vazduhom. Pre nego što projektili izađu, može doći do blagog predbleska zbog gasova koji cure pored projektila. Nakon eksplozije, toplota gasova je obično dovoljna da emituje vidljivo zračenje: primarni bljesak. Gasovi se šire, ali dok prolaze kroz Mahov disk, oni se ponovo kompresuju da bi proizveli srednji bljesak. Vrući, zapaljivi gasovi (npr. vodonik i ugljen-monoksid) mogu uslediti kada se pomešaju sa kiseonikom u okolnom vazduhu da bi proizveli sekundarni bljesak, najsjajniji. Sekundarni blic se obično ne dešava kod malokalibarskog oružja.  ‍:55–56
Nitroceluloza sadrži nedovoljno kiseonika da potpuno oksidira ugljenik i vodonik. Deficit kiseonika se povećava dodavanjem grafita i organskih stabilizatora. Proizvodi sagorevanja u cevi pištolja uključuju zapaljive gasove poput vodonika i ugljen-monoksida. Na visokoj temperaturi, ovi zapaljivi gasovi će se zapaliti kada se turbulentno pomešaju sa atmosferskim kiseonikom izvan otvora pištolja. Tokom noćnih sukoba, blic proizveden paljenjem može otkriti lokaciju pištolja neprijateljskim snagama  ‍:322–323  i izazvati privremeno noćno slepilo među topovskom posadom foto-izbeljivanjem vizuelne ljubičaste boje. 
Prigušivači blica se obično koriste na malokalibarskom oružju da bi se smanjio signal blica, ali ovaj pristup nije praktičan za artiljeriju. Uočen je blic artiljerijskog otvora na udaljenosti do 46 m (151 ft) od njuške i može se reflektovati od oblaka i biti vidljiv na udaljenosti do 48 km (30 mi). ‍:322–323  Za artiljeriju, najefikasniji metod je pogonsko gorivo koje proizvodi veliki deo inertnog azota na relativno niskim temperaturama koji razblažuje zapaljive gasove. Za ovo se koriste trostruki pogoni zbog azota u nitrogvanidinu.  ‍:59–60
Fleš reduktori uključuju kalijum hlorid, kalijum nitrat, kalijum sulfat   i kalijum bitartrat (kalijum hidrogen tartarat: nusproizvod proizvodnje vina koji je ranije koristila francuska artiljerija). Pre upotrebe potisnih gasova sa trostrukim pogonom, uobičajeni metod smanjenja blic je bio dodavanje neorganskih soli kao što je kalijum hlorid kako bi njihov specifični toplotni kapacitet mogao da smanji temperaturu gasova sagorevanja, a njihov fino podeljeni dim čestica mogao bi blokirati vidljive talasne dužine energije zračenja sagorevanja.  ‍:323–327
Svi reduktori blica imaju nedostatak: proizvodnja dima. 

## Proizvodnja
Bezdimni barut se može pretvoriti u male sferne kuglice ili ekstrudirati u cilindre ili trake sa mnogo oblika poprečnog preseka (trake različitih pravougaonih proporcija, cilindri sa jednim ili više otvora, cilindri sa prorezima) korišćenjem rastvarača kao što je etar. Ove ekstruzije se mogu iseći na kratke („ljuspice“) ili dugačke komade („kanate“ duge mnogo inča). Topovski barut ima najveće komade.  ‍:28  ‍:41
Mornarica Sjedinjenih Država je proizvodila jednobazni cevasti prah (barut) za pomorsku artiljeriju u Indijan Hedu, Merilend, počevši od 1900. Slične procedure su korišćene za proizvodnju vojske Sjedinjenih Država u Pikatini Arsenalu počevši od 1907.  ‍:297  i za proizvodnju sitnijih zrnastih poboljšanih baruta za vojne puške (IMR) posle 1914. Pamučni linter od kratkih vlakana je kuvan u rastvoru natrijum hidroksida da bi se uklonili biljni voskovi, a zatim sušen pre pretvaranja u nitrocelulozu mešanjem sa koncentrovanom azotnom i sumpornom kiselinom. Nitroceluloza još uvek podseća na vlaknasti pamuk u ovom trenutku u proizvodnom procesu i obično je identifikovana kao piroceluloza jer bi se spontano zapalila na vazduhu sve dok se ne ukloni neizreagovana kiselina. Korišćen je i termin pamuk; iako neke reference identifikuju pamuk kao više nitrovani i rafinisani proizvod koji se koristio u torpednim i minskim bojevim glavama pre upotrebe TNT-a.  ‍:28–31
Nereagovana kiselina je uklonjena iz pirocelulozne pulpe višestepenim procesom dreniranja i pranja vodom sličnim onom koji se koristi u fabrikama papira tokom proizvodnje hemijske drvne mase. Alkohol pod pritiskom je uklonio preostalu vodu iz oceđene piroceluloze pre mešanja sa etrom i difenilaminom. Smeša je zatim stavljena kroz presu koja je ekstrudirala dugačku cevastu formu užeta da bi se isekla na zrna željene dužine. ‍:31–35
Alkohol i etar su zatim ispareni iz "zelenih" zrna baruta do preostale koncentracije rastvarača između 3 procenta za puške i 7 procenata za velika zrna artiljerijskog baruta. Brzina sagorevanja je obrnuto proporcionalna koncentraciji rastvarača. Zrna su obložena električno provodljivim grafitom da bi se minimiziralo stvaranje statičkog elektriciteta tokom naknadnog mešanja. „Partije“ koje sadrže više od deset tona zrna praha pomešane su kroz toranj raspored rezervoara za mešanje da bi se minimizirale balističke razlike. Svaka pomešana serija je zatim podvrgnuta testiranju da bi se odredila tačna punjenja za željene performanse.  ‍:35–41  ‍:293 & 306
Vojne količine starog bezdimnog baruta ponekad su prerađivane u nove količine pogonskog goriva. ‍:39  Tokom 1920-ih Fred Olsen je radio u Picatinni Arsenalu eksperimentišući sa načinima za spasavanje tona jednobaznog topovskog baruta proizvedenog za Prvi svetski rat. Olsen je bio zaposlen u kompaniji Vestern Cartridge Compani 1929. godine i razvio je proces za proizvodnju sfernog bezdimnog baruta do 1933.  Prerađeni prah (barut) ili isprana piroceluloza se mogu rastvoriti u etil acetatu koji sadrži male količine željenih stabilizatora i drugih aditiva. Dobijeni sirup, kombinovan sa vodom i surfaktantima, može se zagrevati i mešati u posudi pod pritiskom sve dok sirup ne formira emulziju malih sfernih globula željene veličine. Etil acetat se destiluje kako se pritisak polako smanjuje da bi ostale male kuglice nitroceluloze i aditiva. Sfere se mogu naknadno modifikovati dodavanjem nitroglicerina da bi se povećala energija, izravnavanjem između valjaka do ujednačene minimalne dimenzije, premazivanjem sa ftalatnim odvraćajućim sredstvima za usporavanje paljenja i/ili zastakljivanjem grafitom radi poboljšanja karakteristika protoka tokom mešanja.  ‍:328–330 
Savremeni bezdimni barut proizvodi u Sjedinjenim Državama St. Marks Povder, Inc. u vlasništvu kompanije General Dinamics. 

## Komponente bezdimnih pogonskih goriva
Formulacije potisnog gasa mogu sadržati različite energetske i pomoćne komponente:
- Pogon:
  - Nitroceluloza, energetska komponenta većine bezdimnih goriva [15] ‍:5
  - Nitroglicerin, energetska komponenta formulacije sa dvostrukom i trostrukom bazom [15] ‍:5
  - Nitrogvanidin, komponenta formulacije sa trostrukom bazom [15] ‍:104
  - DINA (bis-nitroksietilnitramin; dinitrato de dietanolamin , DEADN; I) [15] ‍:104
  - Fivonit (2,2,5,5-tetrametilol-ciklopentanon tetranitrat, CiP) [15] ‍:104
  - DGN (dinitrat dietilen glikola) [15] ‍:221
  - Acetil celuloza [15] ‍:318

- Sredstva za odvraćanje (ili moderatori) za smanjenje brzine sagorevanja
  - Centraliti (simetrična difenilurea - uglavnom dietil ili dimetil) [6] ‍:317–320 [7] ‍:30
  - Dibutil ftalat [7] ‍:30 [15] ‍:5
  - Dinitrotoluen (toksični i kancerogeni) [7] ‍:31 [15] ‍:5
  - Akardita (asimetrična difenilurea) [15] ‍:221
  - Orto-tolil uretan [15] ‍:174
  - Poliester adipat
  - Kamfor (zastareo) [7] ‍:30

- Stabilizatori, za sprečavanje ili odlaganje samorazgradnje [6] ‍:307–311
  - Difenilamin [6] ‍:302
  - Naftni želatin [6] ‍:296
  - Kalcijum karbonat [15] ‍:5
  - Magnezijum oksid [15] ‍:221
  - Natrijum bikarbonat [15] ‍:318
  - Etar metil beta-naftol [15] ‍:174
  - Amil alkohol (zastareo) [6] ‍:307
  - Anilin (zastareo) [6] ‍:308

- Aditivi za čišćenje koji sprečavaju nakupljanje bakra u cevi pištolja
  - Metalni kalaj i jedinjenja (npr. kalaj dioksid) [7] ‍:32 [15] ‍:5
  - Metalni bizmut i jedinjenja (npr. bizmut trioksid, bizmut subkarbonat, bizmut nitrat, bizmut antimonid); jedinjenja bizmuta su favorizovana jer se bakar rastvara u rastopljenom bizmutu, formirajući lomljive legure koje se lako uklanjaju
  - Listovi olova i jedinjenja olova odloženi zbog toksičnosti [15] ‍:104

- Reduktori blica, za smanjenje odsjaja plamena njuške (svi imaju jedan nedostatak: stvaranje dima) [6] ‍:322–327
  - Kalijum hlorid [6] ‍:323–327
  - Kalijum nitrat
  - Kalijum sulfat [7] ‍:32 [15] ‍:5
  - Kalijum bitartrat (kalijum hidrogen tartarat) (nusproizvod proizvodnje vina koji je ranije koristila francuska artiljerija) [6] ‍:322–327

- Aditivi za smanjenje habanja za smanjenje habanja obloga jezgra cevi [22]
  - Cera
  - Puder za bebe
  - Titanijum dioksid
  - Poliuretanske jakne preko kesa baruta, na velikim puškama

- Ostali aditivi
  - Etil acetat, rastvarač za pravljenje sfernog baruta [6] ‍:296
  - Smola, surfaktant za održavanje sfernog oblika zrna baruta
  - Grafit, mazivo za premazivanje zrna, sprečava lepljenje i rasipa statički elektricitet [6] ‍:306

## Literatura
- Campbell, John (1985). Naval Weapons of World War Two. Naval Institute Press. ISBN 0-87021-459-4.
- Davis, Tenney L. (1943). The Chemistry of Powder & Explosives (Angriff Press [1992] изд.). John Wiley & Sons Inc. ISBN 0-913022-00-4.
- Dallman, John (2006). „Question 27/05: "Flashless" Propellant”. Warship International. XLIII (3): 246. ISSN 0043-0374.
- Davis, William C. Jr. (1981). Handloading. National Rifle Association of America. ISBN 0-935998-34-9.
- Fairfield, A. P. (1921). Naval Ordnance. CDR USN. Lord Baltimore Press.
- Gibbs, Jay (2010). „Question 27/05: "Flashless" Propellant”. Warship International. XLVII (3): 217. ISSN 0043-0374.
- Grobmeier, A. H. (2006). „Question 27/05: "Flashless" Propellant”. Warship International. XLIII (3): 245. ISSN 0043-0374.
- Grulich, Fred (2006). „Question 27/05: "Flashless" Propellant”. Warship International. XLIII (3): 245—246. ISSN 0043-0374.
- Hatcher, Julian S.; Barr, Al (1951). Handloading. Hennage Lithograph Company.
- Matunas, E. A. (1978). Winchester-Western Ball Powder Loading Data. Olin Corporation.
- Wolfe, Dave (1982). Propellant Profiles Volume 1. Wolfe Publishing Company. ISBN 0-935632-10-7.

## Spoljašnje veze
- The Manufacture of Smokeless Powders and their Forensic Analysis: A Brief Review. Robert M. Heramb, Bruce R. McCord
- Hudson Maxim papers Архивирано 9 март 2018 на сајту  (1851–1925) at Hagley Museum and Library. Collection includes material relating to Maxim's patent on the process of making smokeless powder.